# Burg Merten

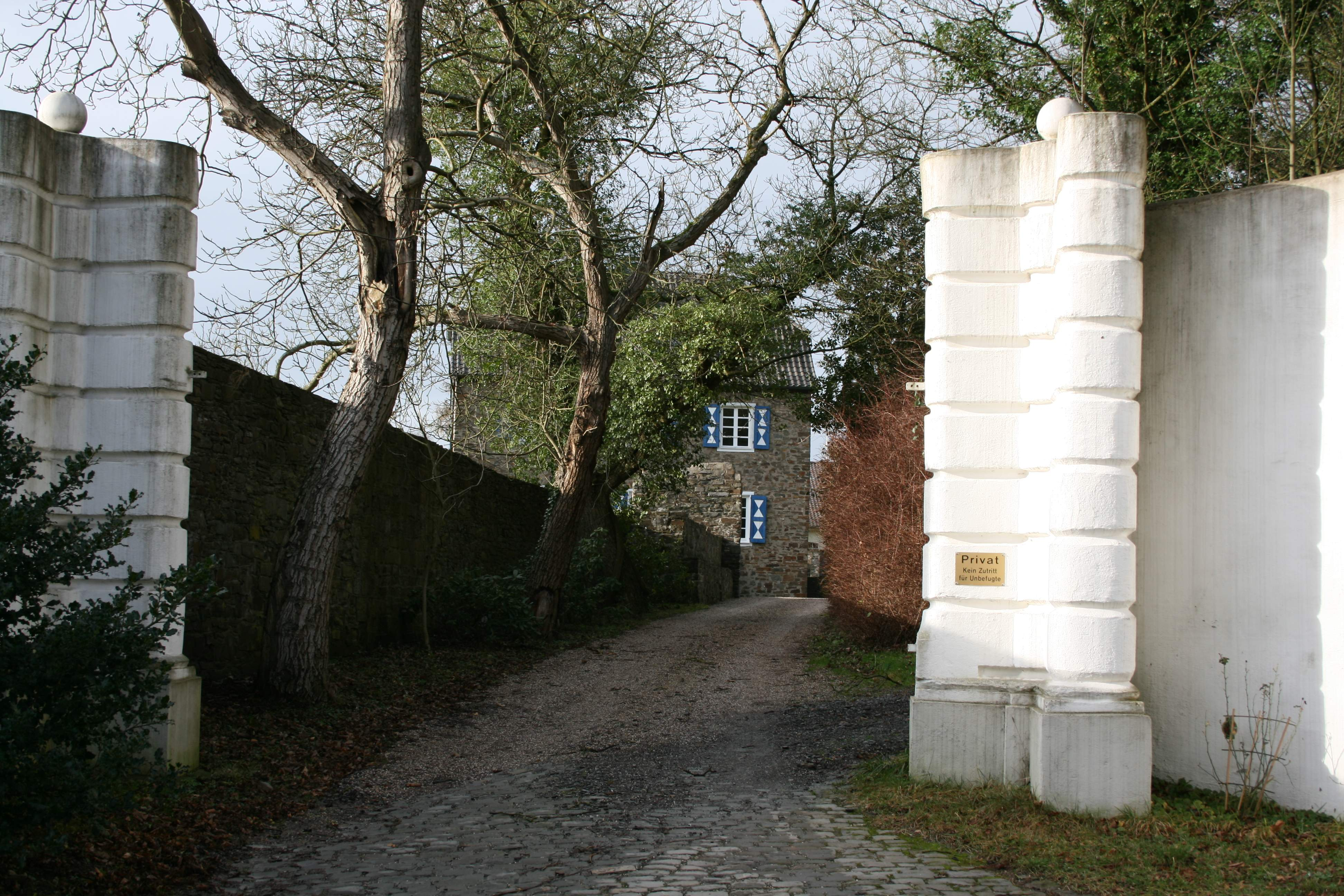
Burg Merten von der Schloßstraße aus gesehen

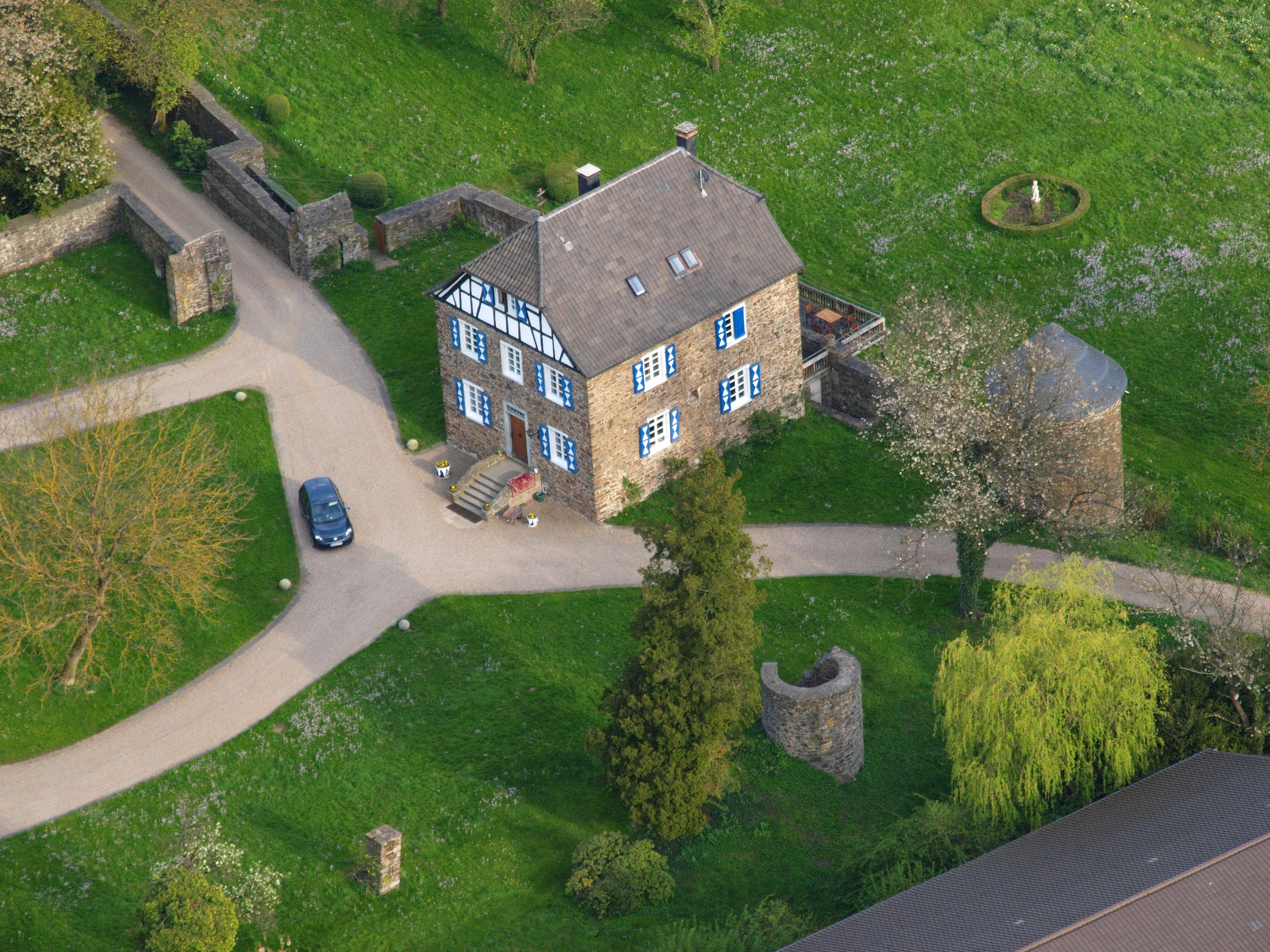
Burg Merten aus der Vogelperspektive

Die Burg Merten wurde 1247 erstmals erwähnt. Sie liegt im Ortsteil Merten der Gemeinde Eitorf gegenüber dem  Kloster Merten.

## Gebäude
Die Burg Merten liegt auf einem leicht abfallenden Hügel und ist von Gräben umgeben. Die Anlage wurde auf trapezförmigem Grundriss errichtet und gehört zur Gruppe der Kastellburgen.
Der Zugang erfolgt von Osten durch eine einfache Toranlage. Die spätmittelalterliche Ringmauer ist in Teilen erhalten und umfasst einen Viereckturm an der Nordostecke, der nur noch im Untergeschoss existiert, sowie die Reste zweier Rundtürme auf der Westseite.
Das Herrenhaus befindet sich an der Südseite des Hofareals. Es ist ein zweigeschossiger Bau mit Krüppelwalmdach und wurde 1791 errichtet. Der südwestliche Eckturm der Anlage wurde in den späten 1990er Jahren saniert und mit einem einfachen Kegeldach versehen.

## Geschichte

### Herren von Kappenstein
Die alte Burg befand sich ebenso wie das alte Kloster Merten in der Nähe des jetzigen Eisenbahneinschnittes. Das Kloster wurde 1217 erstmals direkt erwähnt. In einer Urkunde wird bestätigt, dass innerhalb der Klostermauern kein von Laien bewohntes Haus stehen darf und Otto von Kappenstein gegen eine Entschädigung Gebäude an das Kloster übergeben soll. Eberhard von Arenberg hatte seinem Bruder Otto das Kirchspiel Wissen und die Vogtei der Benediktinerabtei Werden überlassen. Otto nahm seinen Sitz auf dem Hof Kappenstein und nannte sich 1217 Otto von Kappenstein.

### Herren von Wildenburg
Die Burg Merten wurde 1247 erstmals erwähnt. Sein Sohn Gerhard baute um 1230 nach einer Erbteilung eine neue Burg im Kirchspiel Friesenhagen, die Wildenburg und nannte sich seit 1239 nach dieser Gerhard von Wildenburg. Die Söhne Eberhard und später Heinrich III. übernahmen das Burggrafenamt in Köln, Sohn Arnold war 1218 Propst von Zeitz, daneben gab es noch einen Sohn Bruno.
Der Sohn von Heinrich III., Hermann, hatte wiederum zwei Söhne, Hermann und Johann, letzterer von 1396 bis 1411 Herr zu Wildenburg und 1383 als Ritter erwähnt. Außerdem hatte Hermann eine Schwester Jutta, die 1354 einen Johann zu Hatzfeld heiratete und mit ihm einen Sohn hatte, den man Godhard von Hatzfeld den Ruwen nannte (Gottfried der Rauhe) und der Burg Merten innehatte.

### Grafen von Sayn
Als der männliche Stamm der Wildenburger ausstarb, stellten die Grafen von Sayn Ansprüche auf Burg Merten und brachten Godhard von Hatzfeld dazu, seine Güter aufzugeben. Dieses widerrief er später, starb aber über dem Streit. Seine Witwe, Lückel von Erfertzhausen, nahm ihn aber wieder auf und es kam zu einem 17 oder 18 Jahre langen Krieg, in den auch Jülich und Kassel hineingezogen wurden. Schließlich wurde der Besitz den Hatzfeldern zurückgegeben.

### Herren von Hatzfeld
1414 schlossen Godhard und Craft von Hatzfeld mit dem Kölner Erzbischof Dietrich II. einen Vertrag, demnächst mit ihm gegen Herzog Adolf von Berg zu ziehen. 1420 wurde Gotthard von Hatzfeld, genannt der Raue, dafür mit der Hälfte von Wissen, dem Dorf Merten, dem Weinzehnt zu Blankenberg und den bisherigen Lehen der Herren zu Wildenburg belehnt.
Godhards Sohn Johann, genannt der Rauhe, heiratete 1441 Katharina, Tochter des Burggrafen Johann von Drachenfels. Ihr Sohn Johann heiratete 1481 Maria von Nesselrode, Tochter des Johann von Nesselrode zu Ehreshoven. Aus dieser Ehe entstammten vier Töchter und elf Söhne. Franz I. von Hatzfeld († 1555), einer der jüngeren Söhne Johann von Hatzfelds und der Maria von Nesselrode, heiratete 1541 in zweiter Ehe Elisabeth von Wylich. Er gelangte in den Alleinbesitz der Burg Merten und wurde zum Stifter der Linie Hatzfeld-Merten.
1572 belehnte Erzbischof Salentin Frantz von Hatzfeld (Franz II.) unter Erwähnung des Vorgängers Jürgen von Hatzfeld (Georg von Hatzfeld). 1616 belehnte Erzbischof Ferdinand Wilhelm von Hatzfeld und nannte als Vorgänger Sebastian von Hatzfeld zu Croddorf und Franz Wilhelm von Hatzfeld. Erwähnt wird noch der Vormund und Vetter Johann Adrian von Hatzfeld zu Wildenburg.
1575 erstritt Hermann von Hatzfeld gegen den Widerstand der Grafen zu Sayn die Reichsunmittelbarkeit von Wildenburg.

### Herren Scheiffart von Merode und Spies von Büllesheim
1681 erlosch die Mertener Linie mit Daniel von Hatzfeld im Mannesstamm. Lucie Christine von Hatzfeld, die Tochter des Franz Wilhelm von Hatzfeld und Schwester Daniels, hatte 1643 Bertram Scheiffart von Merode, Sohn des Walraff Scheiffart von Merode und der Elisabeth Spies von Büllesheim geheiratet. Sie wurde nach langem Prozess abgefunden und die Burg ging mit Vertrag an die Familien Scheiffart von Merode und Spies von Büllesheim, aber aufgrund eines Erbvertrages kam es zu Streitigkeiten. Bereits 1598 hatten die Vettern Hermann, Franz, Wilhelm, Johann Gerhard, Bernhard und Sebastian, Herren zu Hatzfeld und Herren zu Wildenburg und Schönstein auch für die unmündigen Johann Adrian von Hatzfeld zu Werden und den Sohn des Löwenstein von Hatzfeld zum Fleckenbühl einen Erbvertrag abgeschlossen, der die weibliche Erbfolge ausschloss und das gegenseitige Erbe an den Schlössern Hatzfeld, Wildenburg, Schönstein und Merten, dem Gut Crottorf und Besitzungen in Kurköln, ehemals Nassau und Amt Freusburg versprach. Es kam zu einem Prozess, der 99 Jahre, bis 1780 dauerte. Der Rechtsnachfolger von Scheiffart von Merode, der Spies von Büllesheim, verlor den Prozess gegen Clemens August von Hatzfeld und büßte neben Burg Merten auch Schloss Allner für die Prozesskosten ein.

### Grafen und Fürsten von Hatzfeldt
Vor dem Erbfall Merten hatte sich die Herrschaft durch Melchior von Hatzfeldt, den Sohn Sebastians, für Verdienste im Dreißigjährigen Krieg noch um die schlesische Standesherrschaft Trachenberg vermehrt und war, als dieser ohne Erben starb, alleinig im Besitz des Grafen Hermann von Hatzfeld. Dessen Crottorfer Linie starb 1794 mit Fürst Friedrich Franz Karl Kajetan ebenfalls aus. Er wurde beerbt durch Franz Ludwig von Hatzfeldt aus der Schönsteiner Linie, der 1803 ebenfalls zum preußischen Fürsten erhoben wurde. Merten kam an Edmund von Hatzfeldt-Wildenburg-Weisweiler, der 1846 als Besitzer des Rittergutes Merten zur Wahl der Landtagsabgeordneten eingeladen wurde.
1859 wurde ein Vergleich erzielt, um die Familienstreitigkeiten zu beenden. Es wurden drei Erbschaften festgelegt: Die Trachenberger (Werther-Schönstein-Linie), die Mertener und die Wildenburger (Weisweiler). Zum Mertener Besitz gehörten Burg Merten, Klosterhof Merten und Besitz in Merten, Halft, Höhe, Dattenfeld, Derenbach, Velken, Lauthausen, Blankenberg und Bülgenauel. Nach Graf Edmund von Hatzfeldt, der den Besitz der Burg auf viereinhalbtausend Morgen Land verdoppelte, ging Burg Merten dann doch an Fürst Hermann von Hatzfeldt zu Trachenberg aus der Schönsteiner Linie. Dieser hatte bei Bankier Landau 70.000 Taler Schulden und die Burg ging nach zwei Jahren verloren.

### Grafen Droste zu Vischering von Nesselrode-Reichenstein
1909 kaufte Graf Felix Droste zu Vischering von Nesselrode-Reichenstein Klosterhof und Burg. Im Kloster wurde das Schloss Merten eingerichtet, es diente erst als Sommersitz. Nach dem Ersten Weltkrieg wurde Merten Stammsitz der Familie. 1930 kaufte der Graf auch den Ostflügel hinzu, der bisher als örtliche Schule gedient hatte. Nach den starken Zerstörungen im Krieg wurde Kloster Merten aufgegeben und verkauft. Heute ist hier ein Alten- und Pflegeheim untergebracht. Burg Merten blieb im Besitz der Familie.